# 艾蘭格羅夫 (伊利諾伊州傑斯帕縣)
艾蘭格羅夫（英語：Island Grove）是位於美國伊利諾伊州傑斯帕縣的一個非建制地區。該地的面積和人口皆未知。

## 地理
艾蘭格羅夫的座標為39°06′09″N 88°20′07″W / 39.10250°N 88.33528°W，而該地的平均海拔高度為189米（即620英尺）。